# برايان ميلتون
برايان ميلتون (بالإنجليزية: Brian Milton)‏ هو صحفي بريطاني، ولد في 17 سبتمبر 1942.

## وصلات خارجية
- الموقع الرسمي